# Camille Chamoun
Ne doit pas être confondu avec Camille Chamoux.
Pour les articles homonymes, voir Chamoun.
 (mai 2020).
Si vous disposez d'ouvrages ou d'articles de référence ou si vous connaissez des sites web de qualité traitant du thème abordé ici, merci de compléter l'article en donnant les références utiles à sa vérifiabilité et en les liant à la section « Notes et références ».
Camille Nimr Chamoun (كميل نمر شمعون), né le 3 avril 1900 à Deir-el-Qamar au Liban et mort le 7 août 1987 à Beyrouth, est un homme d'État libanais. Il est président de la République de 1952 à 1958.

## Biographie
Camille Nimr Chamoun est né le 3 avril 1900 à Deir-el-Qamar, dans une famille de confession chrétienne maronite. Son père, Nimr Chamoun, est fonctionnaire de l’administration des finances.
Il poursuit ses études primaires et secondaires chez les frères Maristes de Beyrouth, mais doit les interrompre en raison du déclenchement de la Première Guerre mondiale (ces écoles sont tenues par des missionnaires français), ainsi que de la déportation sur ordre des autorités ottomanes de toute sa famille à Kırşehir, en Anatolie, en 1916.
De retour au Liban le 6 janvier 1919, le jeune homme sans ressources accepte, pour des raisons alimentaires et à son corps défendant, un poste de commis au Service de la Dette publique ottomane qui était alors en voie de liquidation. C'est un travail de rond-de-cuir qu'il décrira plus tard dans son ouvrage autobiographique Crise au Moyen-Orient comme un purgatoire lui ayant causé des souffrances morales intolérables. Il en démissionne au bout de cinq mois et s'engage dans des études de droit à l'université Saint-Joseph de Beyrouth. Il obtient brillamment sa licence en 1923 et est admis au barreau l'année suivante. Ayant sollicité en 1922, un emploi à la bibliothèque nationale libanaise qu'il réorganise avec succès, il publie dans la presse francophone de Beyrouth ses premières études sur des sujets juridiques et économiques qui lui valent d'être remarqué par le rédacteur en chef du quotidien Le Réveil, dont il deviendra un collaborateur éminent. Dès lors, en parallèle à son métier d'avocat, il mènera une activité de journaliste. Ses éditoriaux, écrits dans un style qui reste un modèle de clarté et de concision, ont été réédités dans les années 1980.
Tenté par la politique, il se porte candidat à l'âge de 28 ans au poste de délégué dans la circonscription de Deir-el-Kamar et emporte son premier succès électoral. L'élection au scrutin à deux tours ayant été entre-temps abolie, il brigue le poste de député du Mont-Liban et emporte le siège en janvier 1934, succès qu'il réitérera aux élections législatives de 1937 et de 1943. Membre fondateur du Bloc destourien, il accède en 1937 au poste de ministre des Finances dans le cabinet de Khaled Chehab. Fervent partisan de l'indépendance du Liban, il est arrêté le 11 novembre 1943 sur ordre des Forces mandataires françaises, ainsi que d'autres membres du gouvernement, et emprisonné dans la forteresse de Rashaïa avec Béchara el-Khoury et Riyad es-Solh. Pendant ce temps, le vice-Premier ministre Habib Abou Chahla et le ministre Magid Arslan se retranchent dans la forteresse de Bechamoun et constituent le Gouvernement du Liban libre. Le 22 novembre, soit 11 jours après, des manifestations de soutien publiques et massives entraînent l'intervention du général Catroux, qui fait libérer les détenus et les réintègre dans leurs fonctions. Cette date marque le point de départ de l'indépendance du pays et constitue aujourd'hui encore sa fête nationale.
Le 27 avril 1944, Chamoun, ministre de l'Intérieur, doit faire face à une contre-manifestation des partisans du Mandat. Le cortège des manifestants se dirige vers la place de l'Étoile où se trouve le parlement et tente d'arracher le drapeau national. Une fusillade éclate. Les forces de l'ordre gouvernementales rétablissent le calme, mais au prix de la mort de cinq personnes. Pour calmer les polémiques, Chamoun se résigne en août 1944 à abandonner le portefeuille de l'Intérieur pour la fonction de ministre plénipotentiaire en Grande-Bretagne, étant accrédité comme ambassadeur du Liban. Il mène avec succès les démarches pour l'adhésion du Liban aux Nations unies.
Chamoun est ensuite réélu aux législatives en 1947 et en 1951.

### Carrière politique

#### Présidence

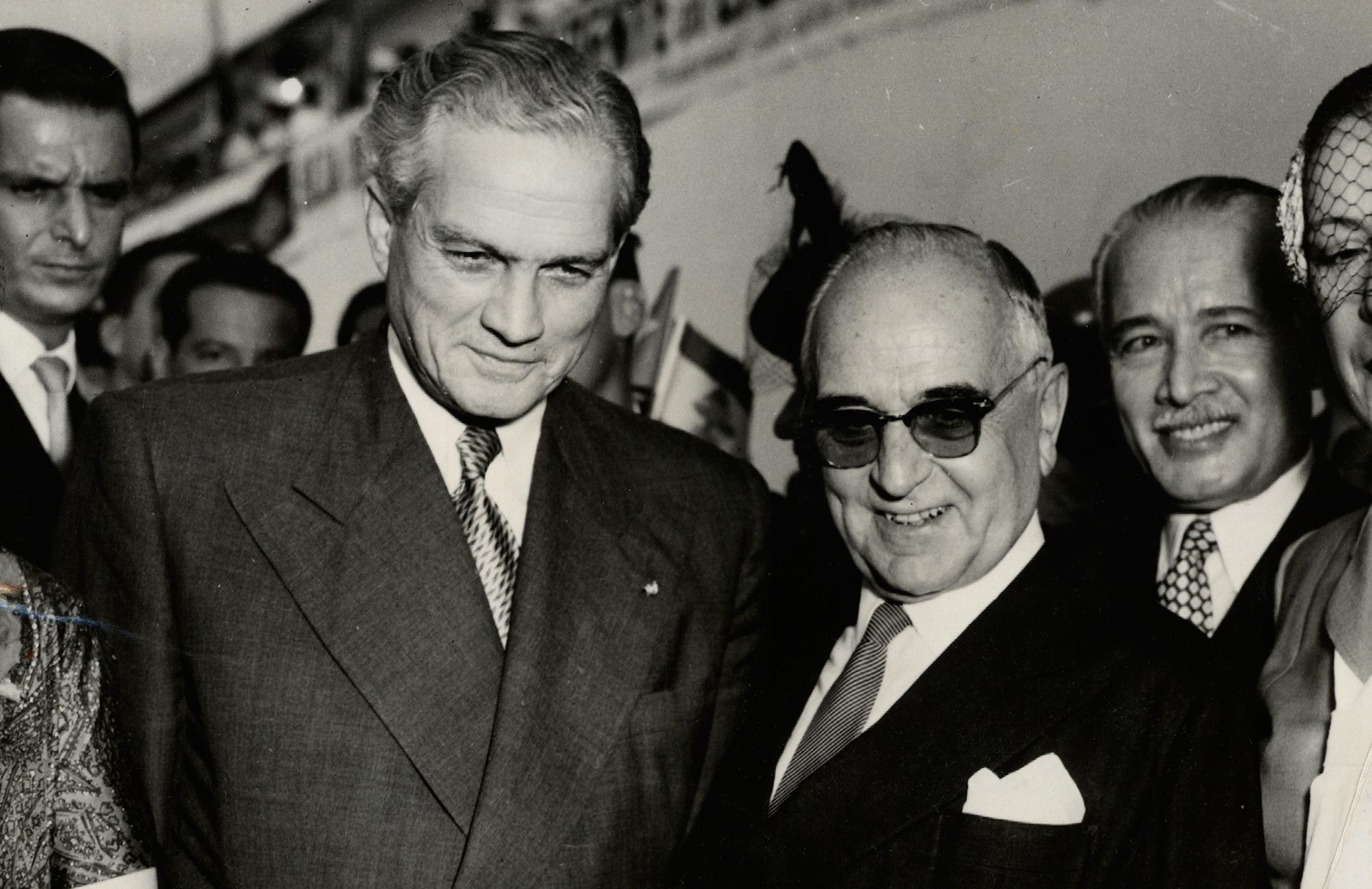
Chamoun avec le président brésilien Getúlio Vargas, en visite au Brésil, 1954.

En 1952, Chamoun est choisi pour remplacer El-Khoury à la présidence de la République. Sous son mandat, le secret bancaire est garanti par la loi à partir de 1956.
En politique extérieure, il s’aligne sur les États-Unis et soutient la doctrine Eisenhower, qui consiste à faire face au progrès du communisme dans le monde arabe, puisqu’il s’y montre radicalement hostile tout comme il l’est au panarabisme. Ainsi, le président ne condamnera pas l’invasion de l’Égypte en 1956 par une coalition formée du Royaume-Uni, de la France et d’Israël.
Au printemps de 1957, de vastes manifestations sont organisées contre son gouvernement, et une grande partie de l’opposition se rassemble au sein d’un Front d’unité nationale. Chamoun est également contesté par de nombreuses personnalités chrétiennes de premier plan, à l’instar de l’ancien président Béchara el-Khoury, du commandant en chef des forces armées Fouad Chéhab, du dirigeant nordiste Hamid Frangié, du patriarche maronite Boulos Méouchy, du journaliste Nassib Metni, du diplomate Philippe Takla, ou encore du juriste Edmond Naïm. Pourtant, les élections législatives de 1957, marquées par des fraudes massives, voient la défaite des figures de l’opposition.
La création de la République arabe unie par l’Égypte et la Syrie enthousiasme une grande partie de la population musulmane libanaise. En mai 1958, l’assassinat du directeur du journal de gauche Le Télégraphe provoque des émeutes dans tout le pays. Pendant la guerre civile de 1958, Chamoun fait alors appel aux forces américaines, qui débarquent à Beyrouth et s’emparent des lieux stratégiques (port et aéroport, routes et ponts). Cette intervention militaire est condamnée par de nombreux pays, dont l’Union soviétique – laquelle craignait également une attaque américaine contre la Syrie et l’Irak – et la France qui redoutait de perdre son influence dans son ancien protectorat.
On reproche notamment à Chamoun de ne pas prendre en compte les intérêts des musulmans. Le général Fouad Chéhab, maronite lui aussi – constitutionnellement, le président de la République libanaise est maronite – est vite choisi pour remplacer Chamoun, car il jouit d’une popularité considérable chez les musulmans. C’est la fin du mandat de Chamoun.

#### Le Parti national libéral (PNL)
Après sa présidence en 1958, Chamoun a fondé le Parti national libéral (PNL) (Al Watanyoun Al-Ahrar) la même année. Il est réélu à l'Assemblée nationale en 1960 jusqu'en 1964, puis il est réélu en 1968 et en 1972 (la dernière jusqu'à la fin de la guerre civile). À l'élection de 1968, le PNL obtient 11 sièges sur 99, devenant le plus grand groupe dans une Assemblée nationale très fragmentée. Même si le parti se dit laïc, il rassemble majoritairement des chrétiens libanais, en particulier des maronites.

#### Guerre civile
Dès le début de la guerre civile, en 1975, Chamoun et son parti créent la Milice des Tigres (en arabe, Noumour). Ils entrent dans le bloc chrétien dominé par les Kataëb et fusionnent leur groupe armé avec les autres milices chrétiennes pour former les Forces libanaises.
En 1980, la base centrale du Parti national-libéral est détruite lors d'une attaque surprise du rival chrétien de Chamoun, Bachir Gemayel, et des Forces libanaises pourtant sous son commandement. En 1982, lors de l'invasion israélienne, Chamoun s'allie avec ce dernier.

### Fin de vie
En 1984, Chamoun rejoint le gouvernement d'unité nationale comme vice-Premier ministre. Il meurt le 7 août 1987, à l'âge de 87 ans. Son fils Dany le remplace à la tête du parti jusqu'à son assassinat en 1990, et son second fils Dory prend la place de Dany.

## Divers
Il est membre de la franc-maçonnerie:
C'est durant son séjour à Londres en 1944 qu'il est initié à la Grande Loge Unie d'Angleterre et s'affilie par la suite à la loge "Peace N°908" (Al Salam) à l'orient de Beyrouth sous juridiction de la Grande Loge d'Écosse.
Il est grand maître dans les hauts grades de la Franc-maçonnerie libanaise.